# Íñigo López de Mendoza

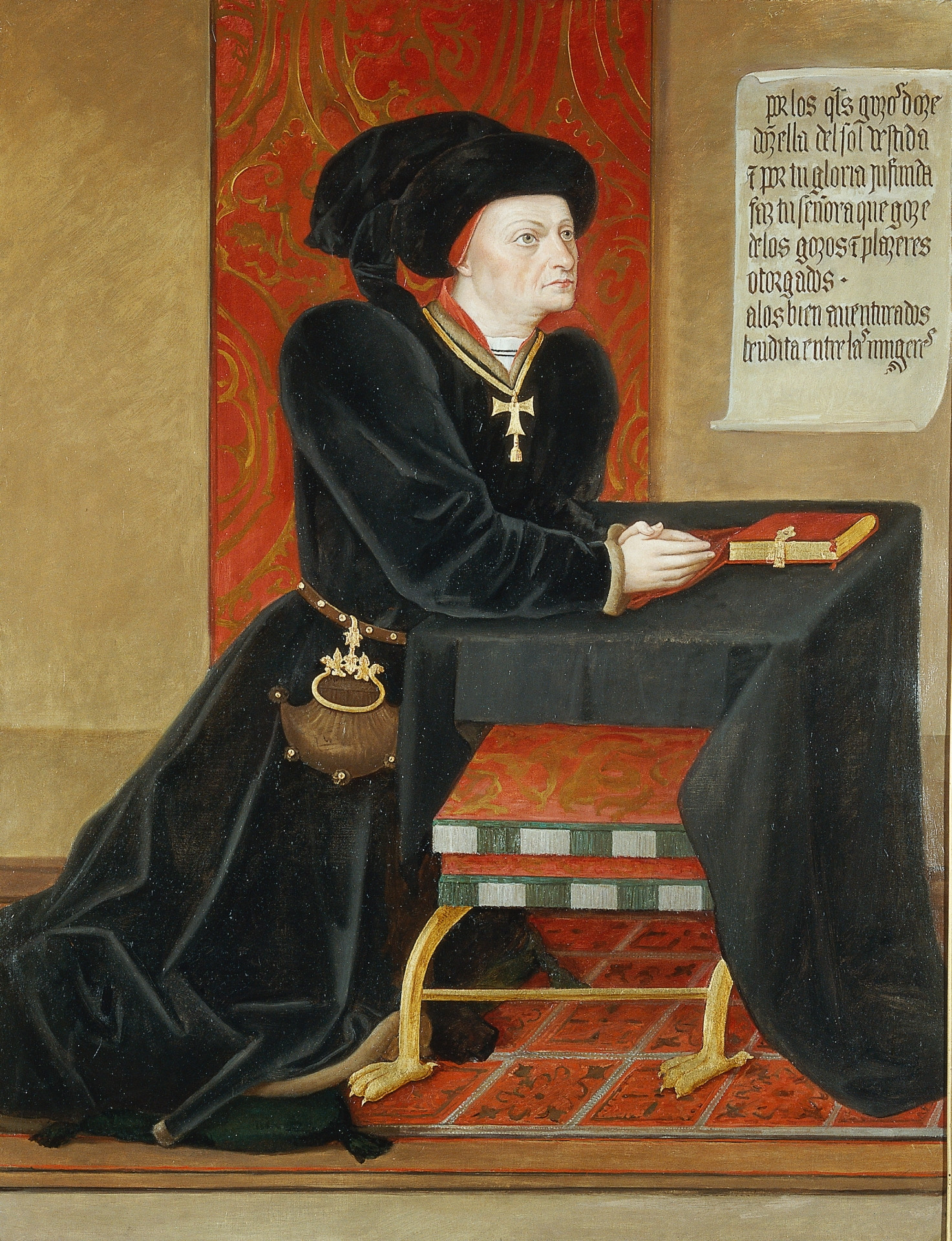
Íñigo López de Mendoza, markies van Santillana.

Don Iñigo López de Mendoza y de la Vega, markies van Santillana (19 augustus 1398 – 25 maart 1458) was een Castiliaans dichter, die een belangrijke maatschappelijke en literaire positie bekleedde tijdens het bewind van Johan II van Castilië. Hij werd geboren in Carrión de los Condes in Oud-Castilië als lid van een adellijke familie die veelvuldig werd afgebeeld in de kunst. Zijn grootvader, Pedro González de Mendoza, en zijn vader, Diego Hurtado de Mendoza, Admiraal van Castilië, waren beide dichters die nauwe banden onderhielden met de grote literaire figuren van die tijd: kanselier Lopez de Ayala, Fernán Perez de Guzman en Gomez Manrique. Hij had verschillende kinderen, waaronder: Pedro González.